# Acropora abrolhosensis
Acropora abrolhosensis là một loài san hô trong họ Acroporidae. Loài này được Veron mô tả khoa học năm 1985.